# أق أتاق
أق‌ أتاق هي قرية في مقاطعة تكاب، إيران. عدد سكان هذه القرية هو 266 في سنة 2006.